# 梁遂
梁遂，河南鹿邑縣人。清朝政治人物、進士出身。

## 生平
順治三年，登進士。授貴州督糧道。